# Cappella del vescovo Eroli
La Cappella del vescovo Eroli è la prima cappella nella navata di destra del Duomo di Spoleto. Venne fatta edificare dal vescovo Costantino Eroli nel 1497; è nota per il gruppo di affreschi, realizzati da Pinturicchio, che ornano il catino absidale e la parete arcuata subito sotto.

## Storia
La decorazione ad affresco della cappella del vescovo di Spoleto, detta anche "dei Cuori di Gesù", è una delle rare opere datate del Pinturicchio. Fu eseguita durante il suo ritorno in Umbria dopo i successi romani presso papa Alessandro VI del quale era diventato pittore principale completando l'ambiziosa decorazione dell'Appartamento Borgia. Il ciclo riutilizzò immagini di repertorio, come la Madonna della Pala di Santa Maria dei Fossi. 

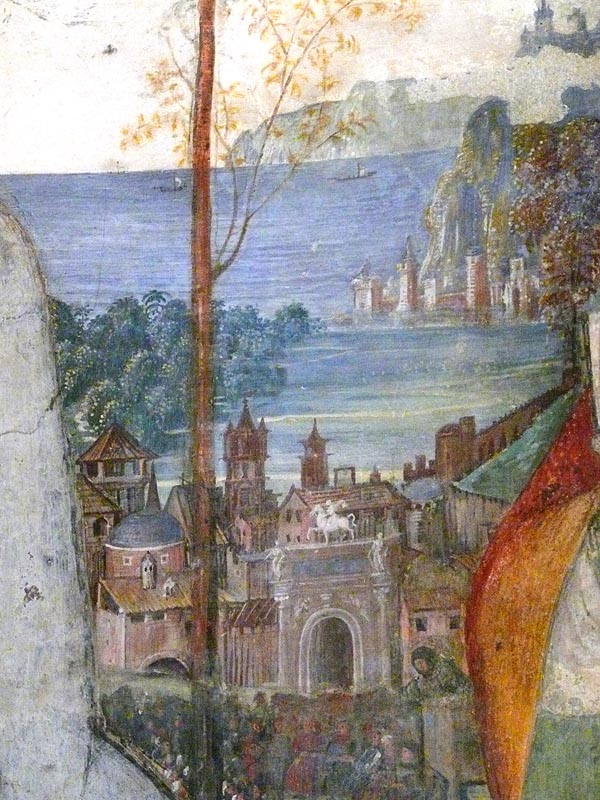
Dettaglio

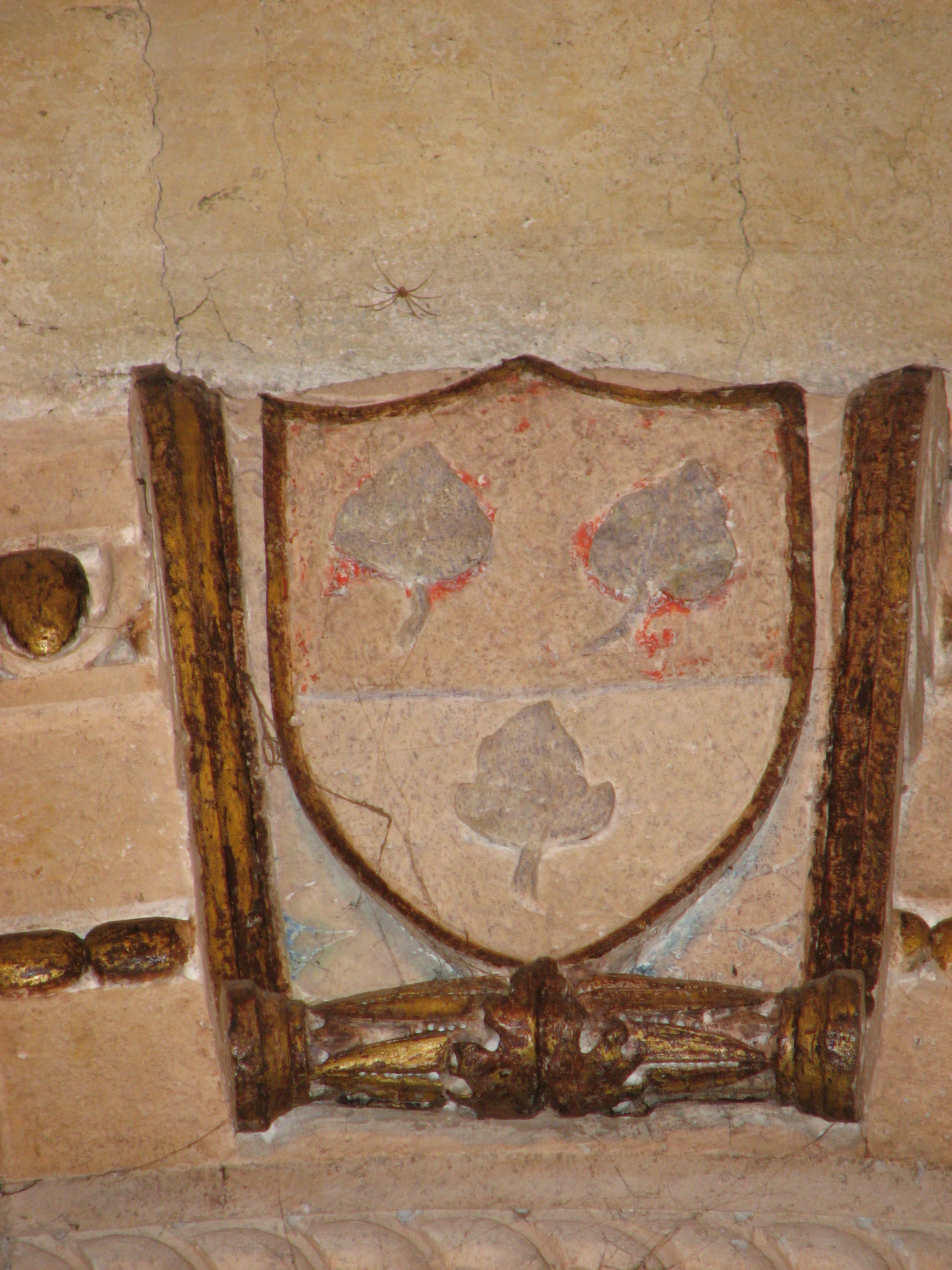
Lo stemma Eroli sopra l'affresco principale

## Descrizione e stile
Il pittore, al ritorno da Roma, abbandona la ridondanza tipica degli appartamenti papali per dedicarsi, a Spoleto, ad un ritrovato gusto naturalistico. Gli affreschi si dispiegano nel catino absidale, incorniciati da modanature all'antica sulla pietra caciolfa (pietra molto utilizzata nello spoletino), con una ricca decorazione a finti bassorilievi non integralmente conservata. Particolarmente interessanti sono questi scomparti a monocromo, dove il pittore ebbe modo di mettere a frutto la conoscenza antiquaria coltivata nel soggiorno romano, imitando i rilievi dei sarcofagi romani. Si distingue ancora un Trionfo di Costantino di buona fattura, probabilmente autografo, che venne sicuramente scelto in onore del nome del committente.
In basso, lungo la parete arcuata, si trova una Madonna col Bambino tra i santi Giovanni Battista e Leonardo, immersa in un dolcissimo paesaggio lacustre tipico della scuola umbra. Esso sfuma dolcemente verso l'orizzonte ed è punteggiato dai segni della presenza umana e da esili alberelli fronzuti, tra cui due principali (una palma, simbolo di martirio, e una sorta di tiglio) che scandiscono la rappresentazione facendo da perni tra la Madonna e i santi. In lontananza si distingue la Predica di un domenicano, affollata di personaggi.
Più in basso, a mo' di finto paliotto, si trova un Cristo in pietà. 
In alto nel catino, sotto lo stemma degli Eroli, si trova Dio Padre benedicente entro una mandorla tra due angeli oranti, derivante da schemi del Perugino.
La cappella ha custodito un grande fonte battesimale della prima metà del '500, ornato da otto bassorilievi in pietra bianca, rappresentanti scene di vita di Gesù, dalla Natività alle Nozze di Cana, trasferito in data imprecisabile all'interno della Ex chiesa di Santa Maria della Manna d'Oro.